# قرن بامسعود (عمد)

تعديل مصدري - تعديل

قرن بامسعود هي إحدى قرى  بمديرية عمد التابعة لمحافظة حضرموت، بلغ تعداد سكانها 404 نسمة حسب تعداد اليمن لعام 2004.